# Silke Löhr
Silke Löhr (* 1966 in Berlin) ist eine deutsche Dirigentin, Orchester- und Chorleiterin. Sie studierte Musik in Köln und Utrecht und lernte bei Sir Simon Rattle OM CBE, Kurt Masur, Eric Ericson, Ton Koopman und anderen. 1987 gründete sie das Symphonie-Orchester der Heinrich-Heine-Universität Düsseldorf, 1989 den Unichor der Heinrich-Heine-Universität. Beide Projekte baute sie seither stetig aus, seit 2003 ist sie offiziell Akademische Musikdirektorin der Universität Düsseldorf.

## Ausbildung und Karriere
Löhr studierte ab 1986 Schulmusik an der Musikhochschule Köln. Zu Beginn des dritten Semesters gründete sie im Dezember 1987 in Düsseldorf das Universitätsorchester der HHU. Das Symphonieorchester erhielt großen Zulauf, zum ersten Konzert am 7. Juli 1988 waren bereits rund 50 Musiker vertreten. 1989 folgte die Gründung eines Studierendenchores, dessen Leitung Löhr ebenfalls übernahm. Auch der Chor (heute bestehend aus über 100 Sängern) präsentierte sein Repertoire bereits ab seinem Gründungssemester auf regelmäßigen Konzerten. Nicht selten wurden Konzerte von Orchester und Chor (eigene Schreibweise: UNICHOR) gemeinsam gestaltet. Als Orchester- und Chorleiterin entdeckte Löhr ihre Leidenschaft fürs Dirigieren und belegte in der Folge zahlreiche Kurse im In- und Ausland, um der neuen Aufgabe gerecht zu werden und ihre Qualifikation stetig auszubauen.
Studienbegleitend besuchte sie Meisterkurse in Orchesterleitung bei Sir Simon Rattle OM CBE, Kurt Masur und Jorma Panula, in Chorleitung bei Eric Ericson und Helmut Rilling, in Alter Musik bei Ton Koopman und in Neuer Musik bei Peter Eötvös. Nach ihrem Dirigierstudium begann sie ein Zweitstudium der Orchesterleitung im 200 Kilometer entfernten Utrecht (Niederlande), das sie mit Auszeichnung abschloss. Anschließend legte sie dort auch ihr Konzertexamen ab. Nachdem sie bei Sir Simon Rattle bereits Kurse belegt hatte, ließ er sie einige Zeit bei den Proben der Berliner und Wiener Philharmoniker hospitieren.
Über viele Jahre war sie Stipendiatin des Dirigentenforums beim Deutschen Musikrat, dies involvierte Konzerte mit diversen professionellen Klangkörpern Deutschlands. Weitere Dirigierverpflichtungen führten sie beispielsweise an die Komische Oper Berlin (La Bohème), an das Oldenburgische Staatstheater (Die Entführung aus dem Serail), zu den Düsseldorfer Symphonikern, dem Radio Symfonie Orkest und dem Radio Kamer Orkest des Niederländischen Rundfunks, dem Staatsorchester Rheinische Philharmonie Koblenz und den Bergischen Symphonikern. Für den Westdeutschen Rundfunk produzierte sie Uraufführungen mit dem WDR Sinfonieorchester und der musikFabrik NRW. Von 2003 bis 2005 war sie Assistentin des Niederländischen Rundfunksinfonieorchesters („Radio Filharmonisch Orkest Holland“) in Hilversum. Bei den Bergischen Symphonikern leitete sie als Stipendiatin der Orchesterakademie in der Spielzeit 1999/2000 zahlreiche Konzerte. 1999 hat ihr das Land NRW den Förderpreis für Musik verliehen. Neben der Arbeit mit professionellen Ensembles arbeitete sie weiter vielfach für ambitionierte Laienensembles. 2004 ging das symphonische Blasorchester „Orchesterverein Hilgen“ als bestes deutsches Blasorchester aus dem Wettbewerb des Deutschen Musikrates hervor. Sie war mehrere Jahre Dirigentin von Chor und Orchester der Universität Essen sowie des Sinfonieorchesters „Junge Sinfonie Köln“.

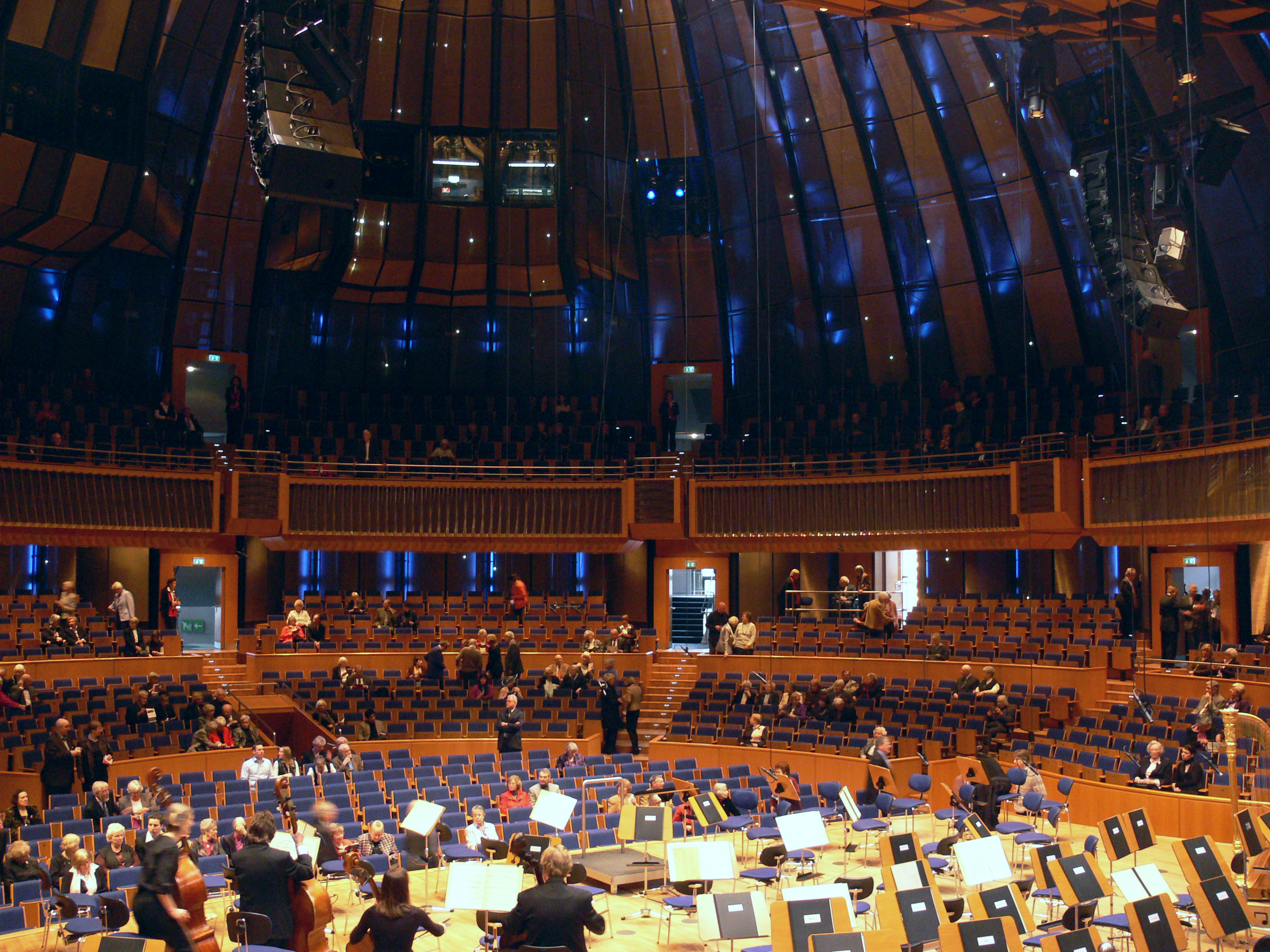
Innenraum der Tonhalle Düsseldorf

Ihre ersten Projekte, Orchester und Chor der Düsseldorfer Hochschulen, führte sie beinahe ohne Unterbrechungen fort und baute das Musikleben der Universität Düsseldorf seit 1987 stetig aus. Als Anerkennung für ihre Verdienste als Dirigentin an der Heinrich-Heine-Universität, aber auch das damit verbundene Wirken von Chor und Orchester als musikalische Botschafter ihrer Universität, verlieh ihr Rektor Gert Kaiser 2003 den Titel der Akademischen Musikdirektorin. Meist wird das Repertoire in größeren Kirchen Nordrhein-Westfalens präsentiert, mehrfach waren Chor und Orchester außerdem bereits in der Tonhalle der Landeshauptstadt zu hören. Im Jahrestakt begeben sich abwechselnd Chor und Orchester auf größere Konzertreisen: 2016 gab das Uniorchester Konzerte in Spanien, zuletzt besuchte der Hochschulchor 2017 für sieben Konzerte die ostasiatischen Staaten Südkorea und Japan. Eine Filmdokumentation der dreiwöchigen Asientournee unter der Regie von Tobias Kemper wird am 10. Februar 2019 uraufgeführt. Das aktuelle Semesterprogramm wird zum 30. Bestehensjubiläum des Unichores von Chor und Orchester gemeinsam gestaltet und im Januar/Februar 2019 aufgeführt. Es umfasst Mozarts Requiem und Lili Boulangers Psaume 130: Du fond de l’abîme. Mit einer Überarbeitung des vorigen UNICHOR-Semesterprogramms Küsse Mich! waren Chor und Orchester zudem im Dezember 2018 im Düsseldorfer Opernhaus zu Gast.

## Privatleben
Löhr hat zwei Söhne (* 2009 und 2013). Nach der Geburt ihres zweiten Kindes nahm sie zwei Jahre Elternzeit in Anspruch. Mathias Staut (* 1983 in Zweibrücken), der ebenfalls Schulmusik und Dirigieren sowie Kirchenmusik studiert hat, übernahm die Leitung ihrer Düsseldorfer Ensembles während ihrer Abwesenheit.

## Diskografie
- 2011: Verdi: Requiem (Doppel-CD) – Konzertaufnahme, 28. Januar 2011, Tonhalle Düsseldorf, UNICHOR und Universitätsorchester der HHU
- 2012: Mendelssohn: Paulus (Doppel-CD) – Konzertaufnahme, 29. Juni 2012, Tonhalle Düsseldorf, UNICHOR und Universitätsorchester der HHU
- 2014: Weihnachtsoratorium I–III – Konzertaufnahme, 11. Januar 2014, St. Viktor (Xanten), UNICHOR
- 2014: Carl Orff: Carmina Burana – Konzertaufnahme 25 Jahre UNICHOR, 8. Februar 2014, Tonhalle Düsseldorf, UNICHOR und Universitätsorchester der HHU
- 2014: Deutsche Chormusik. Von der Renaissance bis zur Moderne – Konzertaufnahme, 29. Juni 2014, Neanderkirche Düsseldorf, UNICHOR
- 2015: Jul* – Konzertaufnahme, 11. Januar 2015, St.-Peter-Kirche Düsseldorf, UNICHOR
- 2015: Magic Scotland – Konzertaufnahme, 7. Februar 2015, Tonhalle Düsseldorf, Universitätsorchester der HHU
- 2015: Ludwig van Beethoven: Sinfonie Nr. 9 d-Moll – Konzertaufnahme, 20. Juni 2015, Tonhalle Düsseldorf, UNICHOR und Universitätsorchester der HHU
- 2016: Shining Night – Konzertaufnahme, 5. Juli 2016, Kreuzkirche Neuss-Gnadental, UNICHOR
- 2017: Arthur Honegger: König David – Konzertaufnahme, 11. Februar 2017, Tonhalle Düsseldorf, UNICHOR und Universitätsorchester der HHU
- 2018: neugeboren – Konzertaufnahme, 7. Januar 2018, Kreuzkirche Neuss-Gnadental, UNICHOR
- 2018: Hexensabbat: Jubiläumskonzert 30 Jahre Uniorchester (Doppel-CD) – Konzertaufnahme, 2./3. Februar 2018, Stadthalle Ratingen/Tonhalle Düsseldorf, Universitätsorchester der HHU
- 2018: 30 Jahre Universitätsorchester: Brahms, 1. Sinfonie – Konzertaufnahme, 13. Juli 2018, Stadthalle Ratingen, Universitätsorchester der HHU[5]
- 2018: Küsse Mich! Lieder der Liebe aus Bibel und Oper – Konzertaufnahme, 29. Juni 2018, Kreuzkirche Neuss-Gnadental, UNICHOR[5]